# Grünlandzahl
Die Grünlandzahl (GZ) (1 bis 100) ist ein Maßstab der Ertragsfähigkeit von Grünland bei der Bodenschätzung. Die GZ wird anhand des Grünlandbewertungsrahmens der Reichsbodenschätzung oder des verbesserten Rostocker Grünlandbewertungsrahmens ermittelt. Grundlage für die Ermittlung der GZ ist die Grünlandgrundzahl, die das prozentuale Ertragsverhältnis einer bestimmten Grünlandfläche zum besten Boden angibt.
Grundlagen für die Ermittlung der GZ sind die Bodenpunkte sowie fünf Bodenarten, drei Bodenstufen, drei Klimastufen und neun Wasserstufen, wobei zunehmende Nässe durch + und zunehmende Trockenheit mit − gekennzeichnet werden. Weiterhin werden entsprechende Abschläge für Neigung oder Reliefierung, Flächenverlust durch Gräben und Wege u. a. berücksichtigt. Sind keine ertragsmindernden Faktoren vorhanden, entspricht die GZ der Grünlandgrundzahl. (Vgl. § 4 Abs. 3 Bodenschätzungsgesetz und „Grünlandschätzungsrahmen“ in Anlage 2 Bodenschätzungsgesetz)
Der Ertragsfähigkeit liegt eine Schätzung des Ertrags in dt/ha bei normaler Bewirtschaftung zugrunde, umgerechnet auf eine gute Qualität. Methodisch wird die GZ wie die Ackerzahl ermittelt.